# حسق بيروي
حسق بيروفي (الاسم العلمي:Priva peruviana) هو نوع من النباتات يتبع جنس الحسق من الفصيلة اللويزية.